# Río Tortuguero
El río Tortuguero es un río de Costa Rica, perteneciente a la vertiente del Caribe. Se halla en el Parque nacional Tortuguero, un área protegida que se ubica a lo largo de la costa caribeña norte, en la provincia de Limón. Nace de un brazo del río Toro Amarillo. Durante su trayecto, de 66.8 km de cauce, está conectado a varios brazos del río Chirripó Norte y otros ríos menores de las llanuras, que toman el nombre de llanuras de Tortuguero. Mediante un canal artificial que lleva su nombre, se conecta con el río Colorado, lo que permite comunicar por vía fluvial el puerto de Moín con la frontera con Nicaragua.
La red de canales y ríos formada por el Tortuguero y otras fuentes de agua alberga una gran variedad de fauna, como monos, tucanes, loros, mariposas morpho y jaguares. Tortuguero es el mayor sitio de anidación de las tortugas marinas verdes en el Hemisferio Occidental, las cuales desovan en la playa. Las tortugas verdes pueden crecer hasta medir una longitud de un metro y pesar de adultas hasta 200 kg. El periodo de anidación en Tortuguero es de agosto a noviembre. Otras tortugas que llegan a este lugar para depositar sus huevos son la baula, carey y caguama.
Los canales son navegables y se encuentran rodeados de exuberante vegetación, lo que permite apreciar una gran variedad de aves y otros animales, incluyendo al manatí del Caribe, símbolo de la fauna marina del país. A lo largo del cauce del río hay numerosos hosteles y pequeños poblados rurales.